# Ann Walton Kroenke
Ann Walton Kroenke (* 18. Dezember 1948) ist eine US-amerikanische Unternehmerin und Multi-Milliardärin. Ihr Vermögen beträgt gemäß Forbes-Magazin ca. 9 Milliarden US-Dollar (Stand: April 2022).
Ihr Vater war James Walton (1921–1995), der Bruder von Sam Walton (1918–1992).
Walton Kroenke studierte an der Lincoln University. Gemeinsam mit ihrer Schwester Nancy Walton Laurie hält sie bedeutende Anteile am US-amerikanischen Einzelhandelsunternehmen Wal-Mart. Sie ist mit Stan Kroenke verheiratet, hat zwei Kinder und wohnt mit ihrer Familie in Columbia, Missouri. Nach Angaben des US-amerikanischen Forbes Magazine gehört Walton Kroenke zu den reichsten US-Amerikanern und ist in The World’s Billionaires gelistet.
Eine wissenschaftliche Studie zum Treibhausgasausstoß von Multimilliardären kam zum Ergebnis, dass Kroenke im Jahr 2018 durch ihren Lebensstil (inkl. Wohnsituation, Yachtreisen, Reisen im Privatjet) mehr als 10.000 Tonnen CO2e freisetzte. Das war die sechsthöchste in der Studie festgestellte Menge unter allen 20 untersuchten Milliardären.